# Leichtathletik-Länderkampf der Männer 1975 USA – BR Deutschland – Panafrika
| 10. Leichtathletik-Länderkampf mit bundesdeutscher Beteiligung 1975 | 10. Leichtathletik-Länderkampf mit bundesdeutscher Beteiligung 1975 |
| ------------------------------------------------------------------- | ------------------------------------------------------------------- |
|                                                                     |                                                                     |
| Ländervergleich der Männer: USA – BR Deutschland – Panafrika        |                                                                     |
| Austragungsort                                                      | Durham                                                              |
| Wettbewerbe                                                         | 20                                                                  |
| Datum                                                               | 18./19. Juli                                                        |
| 1. USA 2. FRG 3. Panafrika                                          | 165 Punkte 134 Punkte 109 Punkte                                    |
| Chronik                                                             |                                                                     |
| ← FRG-FRA-ITA-CSK 00Marathon (M)                                    | USA-FRG-Panafrika (F) →                                             |

Der zehnte Vergleich des Länderkampfjahres 1975 brachte den deutschen Leichtathleten ein Novum. Zum ersten Mal traten sie in den USA zu einem Länderkampf an. Die vorangegangenen acht Begegnungen mit der weltstärksten Leichtathletiknation, die für Deutschland alle mit Niederlagen geendet hatten, waren stets in Deutschland ausgetragen worden. In der US-amerikanischen Stadt Durham kam am 18./19. Juli als dritter Teilnehmer eine Vertretung aus Panafrika hinzu. Das Aufeinandertreffen war ein Dreiländerkampf mit gemeinsamer Wertung. Die Frauen trugen am selben Ort parallel einen Länderkampf in dieser Dreierkonstellation aus.

## Modus
Auf dem Programm standen die bei Länderkämpfen üblichen zwanzig Disziplinen. Aus dem olympischen Wettbewerbskatalog fehlten nur der Marathonlauf, die beiden Gehdisziplinen und der Zehnkampf. Die Punkte wurden nach dem bei Dreiländerkämpfen üblichen System vergeben: Einzeldisziplinen: 1. Platz: 7 Punkte / 2. Pl.: 5 P / 3. Pl.: 4 P / 4. Pl.: 3 P / … – Staffeln: sieben zu vier zu zwei Punkte.

## Ergebnis
In den Einzelläufen dominierten die US-Athleten sehr deutlich. Sechs Disziplinwertungen verbuchten sie auf ihrem Konto, die Bundesrepublik kam hier zu zwei Erfolgen, Panafrika zu einem. In der Wertung des 1500-Meter-Laufs teilten sich die USA und die Bundesrepublik den Sieg mit jeweils neun Punkten. Die beiden Staffeln sicherten sich die US-Vertreter ebenfalls. Von den Sprüngen entschieden die US-Amerikaner drei für sich, im hier verbleibenden Hochsprung lagen die bundesdeutschen vorn. In der Kategorie Wurf/Stoß siegten die bundesdeutschen Leichtathleten in zwei Disziplinen, Panafrika und die USA in jeweils einer. Damit gewannen die US-Amerikaner diesen Dreiländervergleich mit 165 Punkten. Die bundesdeutschen Athleten belegten mit 134 Punkten den zweiten Platz vor Panafrika (109 Punkte).

## Legende
Kurze Übersicht zur Bedeutung der Symbolik – so üblicherweise auch in sonstigen Veröffentlichungen verwendet:
| DNS | nicht am Start (did not start)                               |
| DNF | nicht im Ziel (did not finish)                               |
| DSQ | disqualifiziert                                              |
| NMH | keine Höhe (No Mark)                                         |
| w   | Rückenwindunterstützung über dem erlaubten Limit von 2,0 m/s |

## Resultate

### 100 m
| Platz | Athlet        | Land       | Zeit (s) |
| ----- | ------------- | ---------- | -------- |
| 1     | Ed Preston    | USA        | 10,42    |
| 2     | Manfred Ommer | FRG        | 10,53    |
| 3     | Klaus Ehl     | FRG        | 10,54    |
| 4     | Charlie Wells | USA        | 10,56    |
| 5     | John Mwebi    | PAFR / KEN | 10,75    |
| DNF   | Amadou Meïté  | PAFR / CIV | verletzt |

Datum: 18. Juli

### 200 m
| Platz | Athlet            | Land       | Zeit (s) |
| ----- | ----------------- | ---------- | -------- |
| 1     | Reggie Jones      | USA        | 20,63    |
| 2     | Ed Preston        | USA        | 20,80    |
| 3     | Albert Lomotey    | PAFR / GHA | 21,02    |
| 4     | Klaus Ehl         | FRG        | 21,24    |
| 5     | Reinhard Borchert | FRG        | 21,32    |
| 6     | Paul Nioroge      | PAFR / KEN | 21,69    |

Datum: 19. Juli

### 400 m
| Platz | Athlet                 | Land       | Zeit (s) |
| ----- | ---------------------- | ---------- | -------- |
| 1     | Stan Vinson            | USA        | 45,44    |
| 2     | Stephen Chepkwony      | PAFR / KEN | 45,93    |
| 3     | Lothar Krieg           | FRG        | 46,17    |
| 4     | Charles Asati          | PAFR / KEN | 46,65    |
| 5     | Horst-Rüdiger Schlöske | FRG        | 46,84    |
| DNF   | Fred Newhouse          | USA        |          |

Datum: 18. Juli

### 800 m
| Platz | Athlet           | Land       | Zeit (min) |
| ----- | ---------------- | ---------- | ---------- |
| 1     | Rick Wohlhuter   | USA        | 1:44,1     |
| 2     | John Kipkurgat   | PAFR / KEN | 1:45,3     |
| 3     | Willi Wülbeck    | FRG        | 1:45,4     |
| 4     | Mulugeta Tadesse | PAFR / ETH | 1:46,5     |
| 5     | Heinz Langenbach | FRG        | 1:47‚3     |
| DNF   | Mark Enyeart     | USA        |            |

Datum: 19. Juli

### 1500 m
| Platz | Athlet              | Land       | Zeit (min)          |
| ----- | ------------------- | ---------- | ------------------- |
| 1     | Ken Popejoy         | USA        | 3:47,8              |
| 2     | Thomas Wessinghage  | FRG        | 3:48,5              |
| 3     | Paul-Heinz Wellmann | FRG        | 3:48,5              |
| 4     | Wilson Waigwa       | PAFR / KEN | 3:48,8              |
| 5     | Len Hilton          | USA        | 3:48,9              |
| DSQ   | Johannes Mohammed   | PAFR / ETH | als Zweiter im Ziel |

Datum: 18. Juli

### 5000 m
| Platz | Athlet                  | Land       | Zeit (min) |
| ----- | ----------------------- | ---------- | ---------- |
| 1     | Miruts Yifter           | PAFR / ETH | 13:39,0    |
| 2     | Klaus-Peter Hildenbrand | FRG        | 13:40,6    |
| 3     | Detlef Uhlemann         | FRG        | 13:42,8    |
| 4     | Ted Castaneda           | USA        | 13:42,8    |
| 5     | Richard Juma            | PAFR / KEN | 13:44,2    |
| 6     | Dick Buerkle            | USA        | 14:08,8    |

Datum: 19. Juli

### 10.000 m
| Platz | Athlet               | Land       | Zeit (min) |
| ----- | -------------------- | ---------- | ---------- |
| 1     | Miruts Yifter        | PAFR / ETH | 28:44,2    |
| 2     | Paul Mose            | PAFR / KEN | 28:49,6    |
| 3     | Gary Bjorklund       | USA        | 28:51,0    |
| 4     | Hans-Jürgen Orthmann | FRG        | 29:33,4    |
| 5     | Wolfgang Krüger      | FRG        | 30:02,6    |
| DNS   | Frank Shorter        | USA        | verletzt   |

Datum: 18. Juli

### 110 m Hürden
| Platz | Athlet              | Land       | Zeit (s) |
| ----- | ------------------- | ---------- | -------- |
| 1     | Jerry Wilson        | USA        | 13,72    |
| 2     | Fatwell Kimayo      | PAFR / KEN | 13,82    |
| 3     | Clim Jackson        | USA        | 13,86    |
| 4     | Dieter Gebhard      | FRG        | 14,10    |
| 5     | Hans-Walter Schmitt | FRG        | 14,20    |
| 6     | Daniel Kimayo       | PAFR / KEN | 14,82    |

Datum: 18. Juli

### 400 m Hürden
| Platz | Athlet           | Land       | Zeit (s) |
| ----- | ---------------- | ---------- | -------- |
| 1     | John Akii-Bua    | PAFR / UGA | 48,95    |
| 2     | James King       | USA        | 49,03    |
| 3     | Bruce Collins    | USA        | 49, 87   |
| 4     | Dieter Friedrich | FRG        | 51,07    |
| 5     | Werner Reibert   | FRG        | 51,27    |
| 6     | Daniel Kimayo    | PAFR / KEN | 51,75    |

Datum: 19. Juli

### 3000 m Hindernis
| Platz | Athlet            | Land       | Zeit (min) |
| ----- | ----------------- | ---------- | ---------- |
| 1     | Michael Karst     | FRG        | 8:35,2     |
| 2     | Ndege Langat      | PAFR / KEN | 8:36,2     |
| 3     | Johannes Mohammed | PAFR / ETH | 8:37,2     |
| 4     | Gerd Frähmcke     | FRG        | 8:39‚6     |
| 5     | Kent McDonald     | USA        | 8:55,2     |
| 6     | Randy Smith       | USA        | 9:07,8     |

Datum: 19. Juli

### 4 × 100 m Staffel
| Platz | Besetzung      | Land                                                       | Zeit (s) |
| ----- | -------------- | ---------------------------------------------------------- | -------- |
| 1     | USA            | Charlie Wells Ed Preston Jerry Wilson Reggie Jones         | 39,12    |
| 2     | BR Deutschland | Dieter Steinmann Reinhard Borchert Klaus Ehl Manfred Ommer | 39,53    |
| 3     | Panafrika      | Besetzung nicht angegeben                                  | 40,57    |

Datum: 18. Juli

### 4 × 400 m Staffel
| Platz | Besetzung      | Land                                                         | Zeit (min) |
| ----- | -------------- | ------------------------------------------------------------ | ---------- |
| 1     | USA            | Ronnie Ray Robert Taylor Maurice Peoples Stan Vinson         | 3:02,4     |
| 2     | BR Deutschland | Franz-Peter Hofmeister Karl Honz Lothar Krieg Bernd Herrmann | 3:03,2     |
| 3     | Panafrika      | Besetzung nicht angegeben                                    | 3:08,4     |

Datum: 19. Juli

### Hochsprung
| Platz | Athlet           | Land       | Höhe (m) |
| ----- | ---------------- | ---------- | -------- |
| 1     | Wolfgang Killing | FRG        | 2,19     |
| 2     | Keith Guinn      | USA        | 2,16     |
| 3     | Walter Boller    | FRG        | 2,13     |
| 4     | Ron Livers       | USA        | 2,10     |
| NMH   | Sheik Faye       | PAFR / GAM | a        |

Datum: 18. Juli
Panafrika war nur mit einem Teilnehmer am Start.

### Stabhochsprung
| Platz | Athlet            | Land       | Höhe (m)                                  |
| ----- | ----------------- | ---------- | ----------------------------------------- |
| 1     | Russ Rogers       | USA        | 5,48                                      |
| 2     | Terry Porter      | USA        | 5,00                                      |
| 3     | Rahel Lakdar      | PAFR / ALG | 4,70                                      |
| NMH   | Reinhard Kuretzky | FRG        | an der Anfangshöhe von 5,00 m gescheitert |
| NMH   | Wolfgang Lohre a  | FRG        | an der Anfangshöhe von 5,00 m gescheitert |

Datum: 18. Juli
Panafrika war nur mit einem Teilnehmer am Start.

### Weitsprung
| Platz | Athlet             | Land       | Weite (m) |
| ----- | ------------------ | ---------- | --------- |
| 1     | Danny Seay         | USA        | 7,91      |
| 2     | Arnie Robinson     | USA        | 7,84      |
| 3     | Charlton Ehizuelen | PAFR / NGR | 7,78      |
| 4     | Ulrich Köwring     | FRG        | 7,76      |
| 5     | Kingsley Adams     | PAFR / GHA | 7,67      |
| 6     | Hans-Jürgen Berger | FRG        | 7,55      |

Datum: 19. Juli

### Dreisprung
| Platz | Athlet             | Land       | Weite (m) |
| ----- | ------------------ | ---------- | --------- |
| 1     | Tommy Haynes       | USA        | 16,64w    |
| 2     | Charlton Ehizuelen | PAFR / NGA | 16,060    |
| 3     | Richard Kick       | FRG        | 16,000    |
| 4     | Anthony Terry      | USA        | 15,990    |
| 5     | Abraham Munabi     | PAFR / UGA | 15,940    |
| 6     | Ludwig Franz       | FRG        | 15,230    |

Datum: 18. Juli

### Kugelstoßen
| Platz | Athlet          | Land       | Weite (m) |
| ----- | --------------- | ---------- | --------- |
| 1     | Terry Albritton | USA        | 20,40     |
| 2     | Gerhard Steines | FRG        | 19,71     |
| 3     | Peter Shmock    | USA        | 19,35     |
| 4     | Josef Forst     | FRG        | 18,69     |
| 5     | Harrison Salami | PAFR / NGA | 13,38     |
| 6     | Abraham Gueyé   | PAFR / CIV | 13,34     |

Datum: 18. Juli

### Diskuswurf
| Platz | Athlet             | Land       | Weite (m) |
| ----- | ------------------ | ---------- | --------- |
| 1     | Hein-Direck Neu    | FRG        | 62,30     |
| 2     | Ken Stadel         | USA        | 59,86     |
| 3     | Jay Silvester      | USA        | 59,50     |
| 4     | Klaus-Peter Hennig | FRG        | 57,44     |
| 5     | Abraham Gueyé      | PAFR / SEN | 51,18     |
| 6     | Harrison Salami    | PAFR / NGA | 49,88     |

Datum: 19. Juli

### Hammerwurf
| Platz | Athlet           | Land       | Weite (m) |
| ----- | ---------------- | ---------- | --------- |
| 1     | Walter Schmidt   | FRG        | 76,08     |
| 2     | Manfred Hüning   | FRG        | 72,46     |
| 3     | Larry Hart       | USA        | 66,52     |
| 4     | Boris Dierassi   | USA        | 65,28     |
| 5     | Ben Adio Youssef | PAFR / TUN | 49,50     |
| 6     | Gabriel Luzira   | PAFR / UGA | 49,30     |

Datum: 18. Juli

### Speerwurf
| Platz | Athlet            | Land       | Weite (m) |
| ----- | ----------------- | ---------- | --------- |
| 1     | Jacques Aye Abehi | PAFR / NGA | 79,40     |
| 2     | Richard George    | USA        | 78,92     |
| 3     | Klaus Wolfermann  | FRG        | 76,60     |
| 4     | Michael Wessing   | FRG        | 72,96     |
| 5     | Joseph Mayaka     | PAFR / CIV | 70,78     |
| 6     | Robert Wallis     | USA        | 69,54     |

Datum: 19. Juli